# غرداب (تشادغان)
غرداب (بالإنجليزية: Gerdab, Isfahan)‏ هي قرية تقع في قسم تشنارود الجنوبي الريفي (مقاطعة تشادغان) في إيران. يقدر عدد سكانها بـ 0 نسمة بحسب إحصاء 2016.